# Иэдзима
Иэдзима (яп. 伊江島) — остров в префектуре Окинава (Япония), расположенный в нескольких километрах от полуострова Мотобу на Окинавских островах. Остров имеет 20 км в окружности и площадь 23 км². По состоянию на ноябрь 2023 года население острова составляло 4302 человек. Деревня Иэ, занимающая весь остров, имеет паромное сообщение с посёлком Мотобу на о. Окинава.
Иэдзима в целом имеет равнинный рельеф. Наиболее заметной географической особенностью является вершина, называемая горой Гусуку высотой 172 метра. Гора похожа на вулкан, но на самом деле является артефактом эрозии. Иэдзима привлекает туристов, особенно в конце апреля, когда начинается фестиваль лилий. Иэдзиму называют «Арахисовым островом» за его форму и выращивание арахиса, или «Цветочным островом» за обильную флору.

## Вторая мировая война
В апреле 1945 года, во время битвы за Окинаву, американские войска из 77-й пехотной дивизии высадились на острове Иедзима, и с 16 апреля до 21 апреля на острове шли тяжелые бои. 18 апреля, в ходе сражения, погиб американский журналист Эрни Пайл. В южной части острова установлен памятник, посвященный его памяти. Ежегодно в ближайшие выходные после 18 апреля проводится поминальная служба.
База на Иэдзиме была создана вместе с другими американскими базами на Окинаве, стала передовой базой ВМС. Три взлетно-посадочные полосы находились под контролем армии, но использовались военно-морской авиатранспортной службой. Военно-морская база включала: складские помещения, причал, ремонтные мастерские, госпиталь и жилые помещения 
Остров Иэдзима, который американские военные и СМИ называли Ie Shima, стал основным исходным пунктом при капитуляции Японии. Здесь базировалась 413-я истребительная группа, в которую входили 1-я, 21-я и 34-я истребительные эскадрильи, 345-я бомбардировочная группа, состоявшая из 498-й, 499-й, 500-й и 501-й эскадрилий, а также 548-я и 549-я эскадрильи ночных истребителей 7-го истребительного командования. Все три группы были расквартированы здесь до конца войны.
Подготовка к капитуляции началась 17 августа 1945 года с посадки двух японских бомбардировщиков Mitsubishi G4M («Бетти») на Иэдзиму, где японские эмиссары пересаживались на самолеты C-54 ВВС США, чтобы завершить свой путь на острове Коррегидор для встречи со штабом генерала Дугласа Макартура. Для сопровождения японских бомбардировщиков с материковой части Японии на Иедзиму были назначены B-25 Mitchell из 345-го истребительного авиаполка, а для прикрытия — P-38. Японские официальные лица приказали оставшимся японским ВВС сбивать свои собственные бомбардировщики, поскольку, по их мнению, честь требовала, чтобы Япония сражалась до последнего человека. Вместо того чтобы лететь прямо на Иэдзиму, два японских самолета полетели на северо-восток, в сторону открытого океана, чтобы избежать своих истребителей. Один из японских делегатов, находившихся на борту, заметил, посмотрев через пулевое отверстие в борту самолета, что к нему приближается эскадрилья истребителей, и подумал, что их миссия по сдаче провалилась. Однако эскадрилья истребителей оказалась американскими P-38 Lightnings, назначенными для прикрытия. 345-му истребителю было приказано отправить два B-25 в качестве сопровождения. Однако, полностью осознавая трудности связи с японцами и правильно предвидя возможность необходимого отклонения от планов, 345-й отряд направил три самолета B-25 таким образом, чтобы изменить предполагаемую траекторию полёта противника. План оправдался, так как только второй из трёх вылетов перехватил японцев и, сбившись с курса, направился по маршруту, который не привёл бы их к Иэдзиме. Действуя по приказу приблизиться к японским самолетам не ближе чем на 305 м, майор Дж. Макклюр счёл невозможным удерживать японцев на правильном курсе, находясь рядом с ними, поэтому он зашёл далеко вперед, чтобы возглавить их строй. Через несколько секунд он с удивлением обнаружил, что японцы плотно прижались к его крылу. Для них это был самый безопасный способ приблизиться к острову, который всего несколько дней назад был их целью. Четыре самолёта прошли над Иэдзимой в идеальном строю.
Японские эмиссары, как и планировалось, продолжили путь на Филиппины, завершили подготовку к официальной капитуляции, которая должна была состояться 2 сентября в Токийском заливе, и 18 августа вернулись на Иэдзиму. Когда «Бетти» выруливали на место, чтобы принять своих пассажиров для обратного рейса в Токио, один из них съехал со взлётно-посадочной полосы и сломал шасси, в результате чего не смог продолжить полёт в тот день. Японская делегация разделилась: менее важные делегаты остались на Иэдзиме на ночь, пока ремонтировался повреждённый самолет, а исправный самолет отправился в путь вечером. По необъяснимой причине у этого самолета закончилось топливо примерно в 210 км от места назначения, и он упал на мелководье. Эмиссары вышли на берег и на следующий день прибыли в Токио.

## Движение фермеров
В 1955 году американские военные начали широкомасштабную кампанию по изъятию земель у фермеров Иэдзимы. Кампания началась в 1954 году с так называемого проекта межевания. После того как фермеры острова подписали бумаги, они поняли, что фактически согласились на свою добровольную эвакуацию. В 1955 году американские военные высадились на южных пляжах Иэдзимы и силой захватили земли фермеров.
После этого захвата жители Иэдзимы начали пятидесятилетнюю кампанию противостояния американским военным. Во главе с Сёко Ахагоном они объехали все острова Окинавы, в поддержку своей кампании. В ходе этого «Марша нищих» островитяне прошли по всей префектуре, где их радушно принимали окинавцы, но когда они вернулись на Иэдзиму и вновь занялись земледелием, американские военные уничтожили их посевы и арестовали островитян.
В конце 1950-х гг. многие жители Иэдзимы стали собирать металлолом на военном полигоне. Это была опасная работа, в результате которой погибли или получили травмы многие местные жители.
Вооруженные силы США содержат на острове небольшую «вспомогательную посадочную полосу», которая в настоящее время является военным полигоном, принадлежащим Корпусу морской пехоты США. Полигон обслуживает отряд из 12 морских пехотинцев США. В северо-западной части острова находится коралловая взлётно-посадочная полоса длиной 1500 м, имитация палубы корабля LHD и зона для парашютной подготовки.
Три взлётно-посадочные полосы, которые использовались на момент окончания Второй мировой войны, существуют до сих пор. Центральная из них заброшена и используется местными жителями для проезда с северной на южную сторону острова. Восточная используется небольшим гражданским авиаперевозчиком, а западная до сих пор не отремонтирована и является частью учебного полигона.

## Легенда
Остров является местом действия традиционной окинавской драмы, в которой девушка по имени Хандо-гваа влюбилась в мужчину по имени Канахи. Когда Хандо-гваа узнала, что Канахи уже женился, она поднялась на гору Такчу и повесилась. Статую девушки можно найти в саду, расположенном вблизи горы Гусуку.